# Gorredijk
Gorredijk (Fries: De Gordyk) is het grootste dorp in de gemeente Opsterland, in de Nederlandse provincie Friesland. Het ligt ten oosten van Heerenveen en ten zuidwesten van Drachten. Het dorp telde in 2023 7.430 inwoners.
Onder het dorp vallen ook de buurtschappen Oosterend en Kortezwaag. Die laatste was tot 1962 een zelfstandig dorp. Gorredijk en Kortezwaag vormde dan een dubbeldorp als Gorredijk-Kortezwaag, maar na enkele jaren werd besloten dit te verkorten tot Gorredijk en zo werd het oudere Kortezwaag per 1969 een buurtschap van Gorredijk.

## Geschiedenis

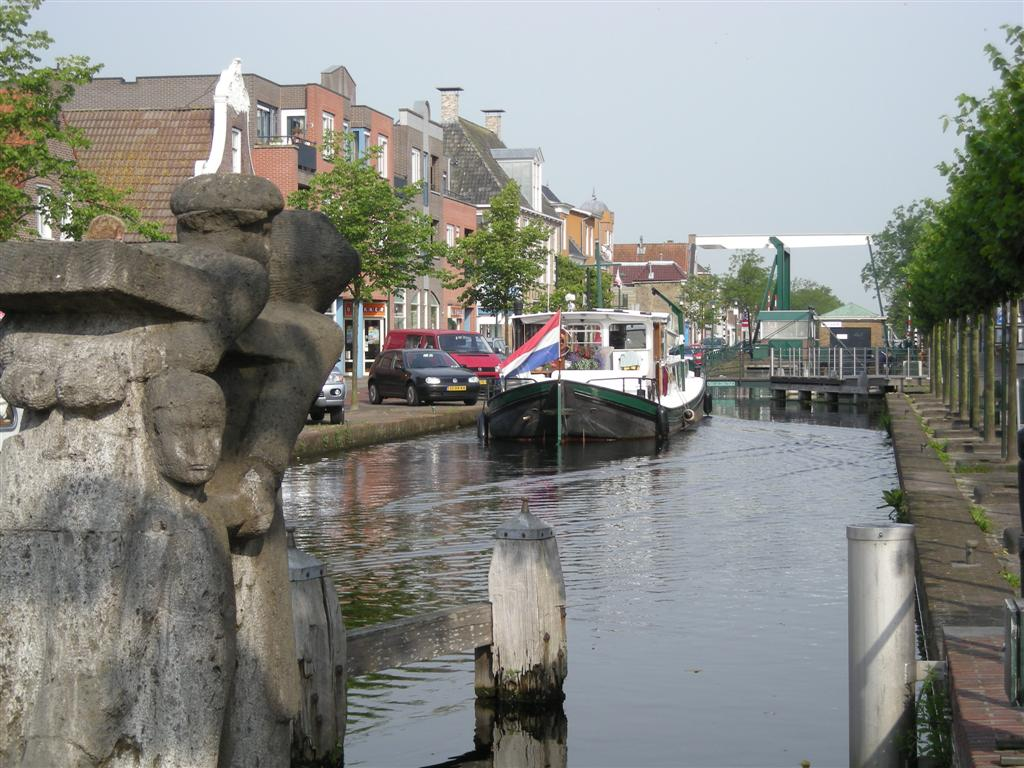
Opsterlandse Compagnonsvaart

Door het centrum van Gorredijk loopt de Opsterlandse Compagnonsvaart. Gorredijk is een zogenaamde "Vlecke" die door turfwinning is ontstaan. Gorredijk was in het verleden met name de plaats waar spullen werden ingevoerd, opgeslagen en verhandeld.
In Gorredijk werd veel turf doorgevoerd, met name uit de streek achter Tijnje. Er was in de regio bittere armoede. Jacob van Lennep zegt er in 1823 het volgende over: 'Iets westelijker dan het Heereveen ligt de Gordijcke, waar nog eenige halve wilden of holbewoners woonen, wier huizen half onder den grond zijn en die van roof en bedelarij leven. Van de drie misdadigers welke in Friesland gevonnisd worden is er één uit die plaats.'
Vroeger zag Gorredijk er anders uit. Uitgestrekte hoogveengebieden bedekten Zuidoost-Friesland. Dit veen werd later afgegraven en deze "industrie" trok heel wat mensen naar deze toen schaars bevolkte streken. De oorspronkelijke bewoners waren boeren. Zij verbouwden: boekweit, haver, rogge, erwten, bonen, vlas en kruiden. Verder hielden ze schapen en bijen. Runderen werden nog maar weinig gehouden.
De Kortezwaagster boeren zullen misschien hun hooi voor een deel hebben gehaald uit de lage landen tussen Tijnje en Terwispel. Ze zullen ook wel stukjes heide hebben ontgonnen in en bij de Gorrevenen, die in de richting van het huidige Jubbega gelegen waren. Deze Gorrevenen werden in de zeventiende eeuw door de Heren Compagnons afgegraven. Vooral Jonker Dekema had hier veel bezittingen. Jonkersland had ook Dekema's land kunnen heten.
Voor het vervoer van turf was een kanaal nodig. In 1622 was dit er nog niet, maar in 1630 wordt het genoemd. Het doorgraven van de Hegedyk omstreeks 1631 wordt beschouwd als “beginpunt” van de veenkolonie Gordijk. Er kwam dus een kanaal naar de Gorrevenen. Er kwam een eerste huis bij de "Hooge wech", spoedig gevolgd door meerdere. Over het gat in de dijk kwam een hooghout, waar de turfscheepjes met gestreken mast onderdoor konden varen. In 1633 is sprake van: "Seeckere huijs, seuen roede lang en twee voet breet, staende te corteswagen bij de hoogewech en de Heerensloot".

## Beschrijving

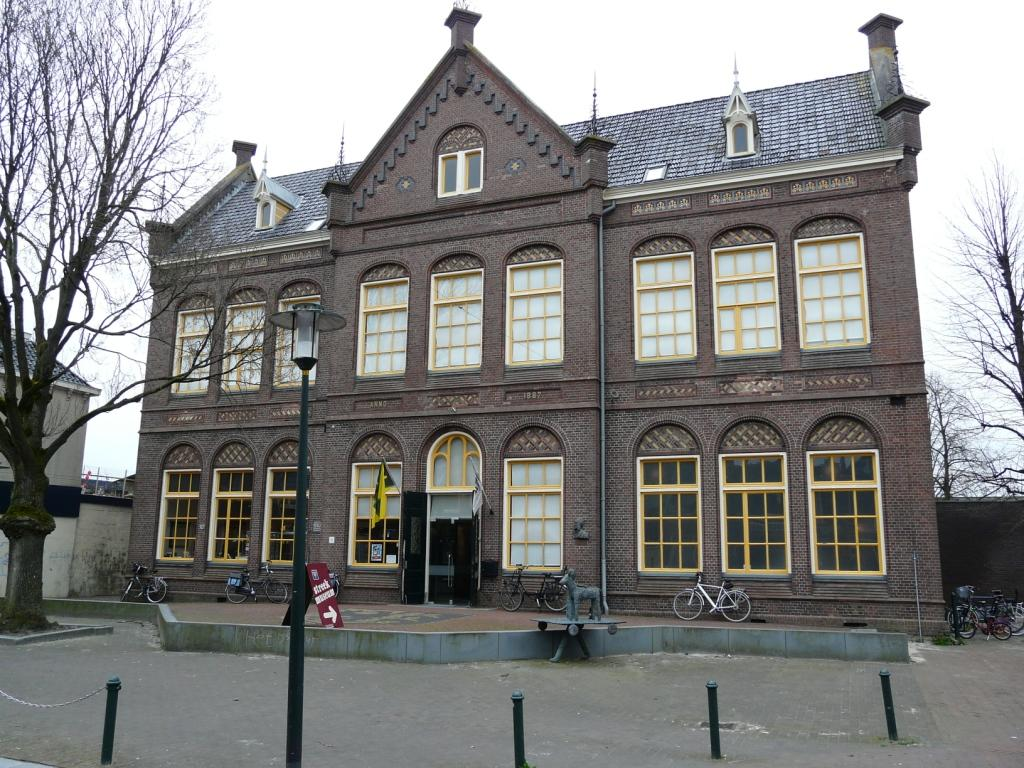
Museum Opsterland in de voormalige openbare lagere school

### Plaatselijk Belang Gorredijk
Op 22 november 1880 werd er in het dorp een organisatie, het Plaatselijk Belang, in het leven geroepen met het doel de bewoners te helpen. Zo kon de lokale bevolking bijvoorbeeld geld lenen van de organisatie en is het Plaatselijk Belang betrokken bij kwesties die in en rond het dorp spelen zoals de aansluiting op het net van de Nederlandsche Tramweg Maatschappij. Tegenwoordig is het Plaatselijk Belang nog altijd erg betrokken bij het dorp. Samen met de plaatselijke belangen van de andere Opsterlandse dorpen blijft het een belangrijke gesprekspartner voor de gemeente Opsterland. Het Belang voert periodiek overleg met het gemeentebestuur en informeert de dorpelingen en buitenstaanders via een website over wat er in het dorp leeft.

### Scholen
Er zijn drie basisscholen (de openbare basisscholen De Treffer en school Loevenstein, en het protestants-christelijke De Librije) en een school voor speciaal onderwijs. Voor havo en vwo is men aangewezen op Heerenveen (12 km) en Drachten (16 km). In het gebouw van de openbare lagere school die vanaf 1 september 1887 naar ontwerp van architect Jacobus Anthonie Meessenwerd aan de Hoofdstraat werd gebouwd en waarin tot 1955 les werd gegeven, is tegenwoordig Museum Opsterlân gevestigd.

### Economie
Grotere bedrijven zijn onder andere:
- Koelstra. Dit bedrijf werd opgericht in Gorredijk in 1934 en is bekend van kinderwagens, buggy's en andere babyartikelen, maar ook van de Tago-vouwcampeerwagens, waarvan de productie in de jaren 90 van de 20e eeuw door Gerjak in Deventer onder de naam Gerjak Tago werd overgenomen.
- J.I. de Jong Melkbussen- en metaalwarenfabriek N.V., fabrikant van roestvrijstalen tanken. Dit bedrijf werd in 1859 opgericht door Johannes Imkes de Jong als koperslagerij en was later fabrikant van melkkannen en melkbussen.

### Centrum
Gorredijk heeft een centrumfunctie voor de omliggende dorpen voor kleinhandel en werk. Gorredijk was een lintdorp langs de Opsterlandse Compagnonsvaart met als belangrijkste straten de Brouwerswal, Kerkewal, Molenwal en Langewal. Deze wordt gekruist door de Hoofdstraat. Buurten als het Leantsje, De Helling en De Vlecke zijn begin jaren zeventig gebouwd. In de jaren tachtig zijn straten ontwikkeld als de Spinnerij, Brouwerij, Wolkammerij, Weverij, Mouterij en Kuperij. Het meest recente project is plan Loevestein, dat in fases wordt opgeleverd. Deze wijk brengt Gorredijk en Lippenhuizen dichter bij elkaar.

### Markt
Gorredijk mag vanaf 1694 elke woensdag een weekmarkt houden. De bekende woensdagmiddagmarkt gaat op die oude weekmarkt terug. Uit die tijd stamt ook de voorjaars- en najaars-veemarkt, waarbij respectievelijk de koeien van stal of op stal moesten. De boeren brachten toen hun boter naar de Boterwaag, nu kantoor, en hun granen naar de Korenbeurs. Deze laatste is lang een herberg geweest, maar thans opgenomen door Van Campen en Dijkstra aan de Brouwerswal hoek Hoofdstraat. Met de groei van de plaats hield de industrie gelijke tred. Er zijn hier drie scheepswerven, een touwslagerij en twee kalkovens geweest. Kortezwaag is door de eeuwen heen een boerendorp gebleven.

### Uitgaan
In de jaren zeventig had Gorredijk een bar-dancing, maar deze uitgaansgelegenheid werd net als een discotheek op het gelijknamige bedrijventerrein gesloten. De meeste jongeren uit Gorredijk gaan "stappen" in Heerenveen, Drachten, Groningen en soms ook Zevenhuizen en Marum. De kroegen trekken een klein maar vast publiek. Begin 1900 waren er in Gorredijk ruim 100 (kleine) (huiskamer)kroegen en brouwde Gorredijk zijn eigen drank: Gerard Brons-beerenburg en jenever. Dit bedrijf was gevestigd in de Hoofdstraat. Brons bestaat nog steeds, maar wordt tegenwoordig gebrouwen door Boomsma BV in Leeuwarden.

## Religie

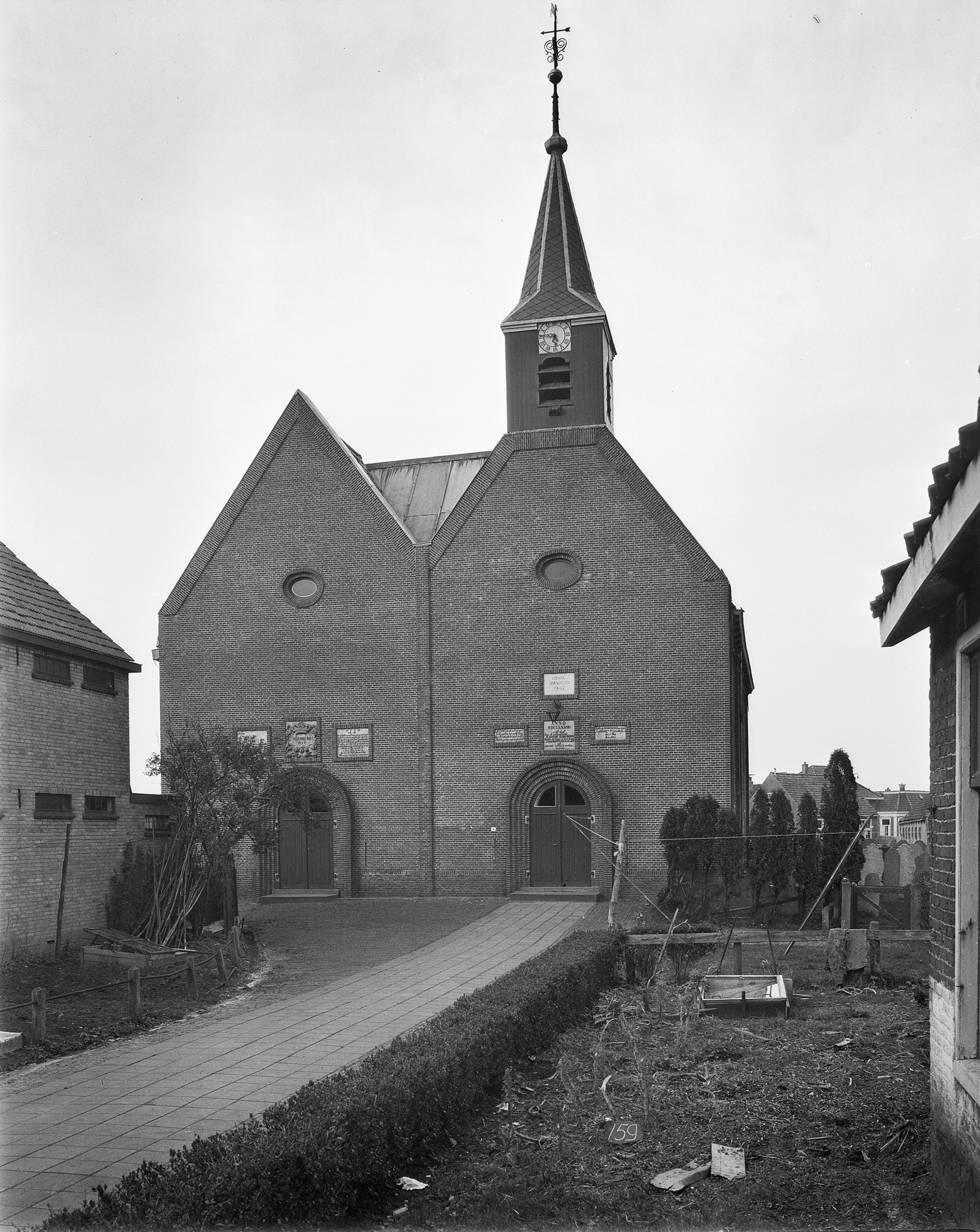
Hervormde kerk (1959)

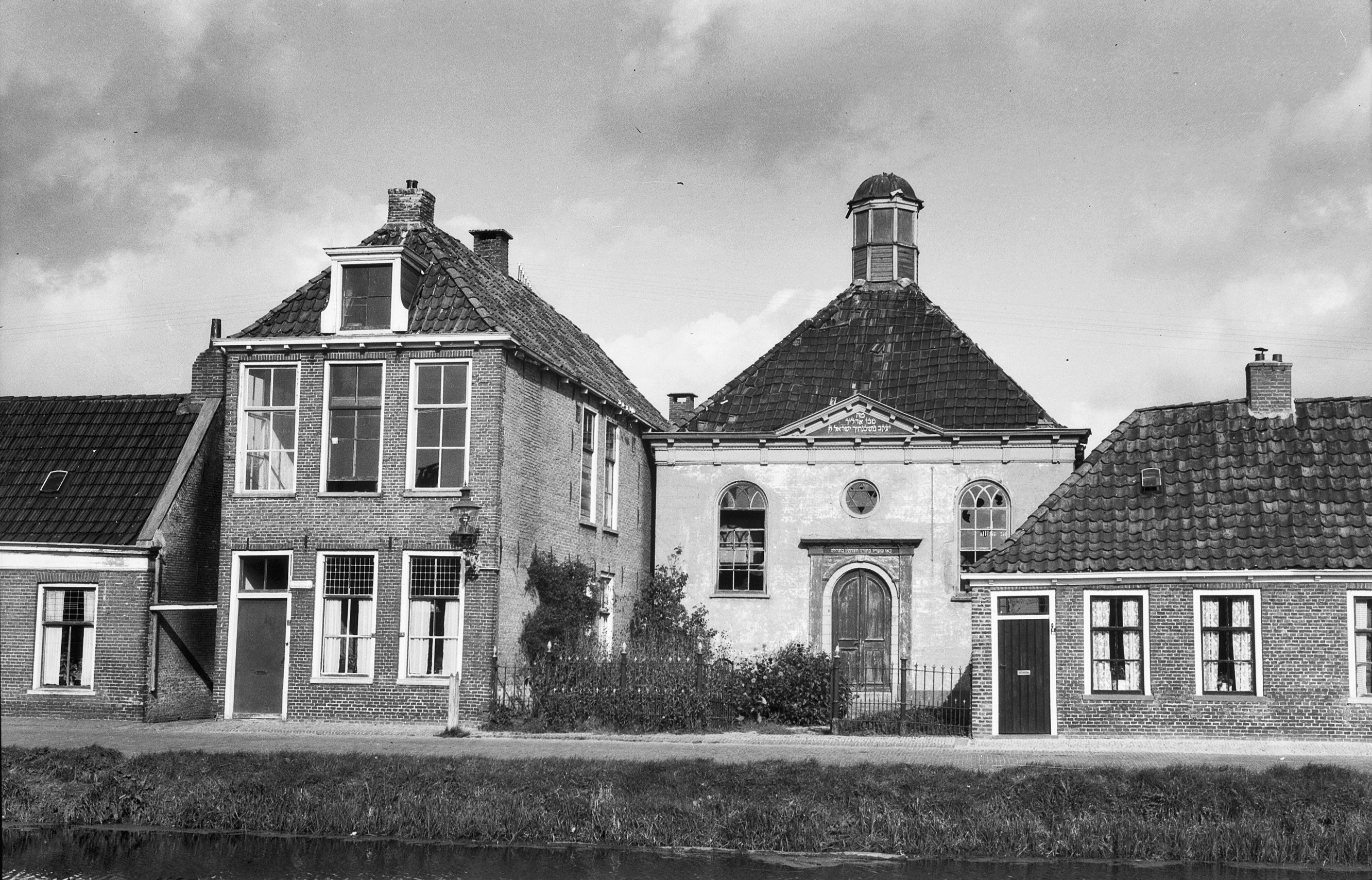
Synagoge (1949)

Hoewel Gorredijk een "rood" socialistisch dorp placht te zijn, Domela Nieuwenhuis kwam vaak in deze streek, telt het meerdere kerkgenootschappen. Zoals de Rooms-Katholieke Kerk, een protestantse gemeente, doopsgezinde gemeente, Eben Haëzer, en de Jehova's getuigen. Gorredijk heeft vanaf 1683 zijn eigen Nederlands-hervormde kerk. In de twaalfde eeuw was er een kerkklok. Deze werd in 1896 te koop aangeboden en is nu in het Rijksmuseum te vinden. Bij deze klok zal hoogstwaarschijnlijk wel een kerk hebben gehoord.
Gorredijk kent een rijk Joods verleden. Zo was er de synagoge en een Joodse school. In de jaren tachtig van de negentiende eeuw heeft ook de joodse familie De Haan, met de toen nog zeer jonge latere schrijvers Jacob Israël en Carry er een paar jaar gewoond. Slechts een handjevol Gorredijkse Joden overleefde de Tweede Wereldoorlog. In een weiland richting Jubbega/manege Dekema vindt men een historische Joodse begraafplaats.
In de oorlog was het relatief rustig in Gorredijk, hoewel er een behoorlijk aantal mensen op een of andere wijze in het verzet zat. Aan de vooravond van de bevrijding is er nog een schietpartij geweest in de buurt van de brug in de Hoofdstraat, nu genoemd naar de gesneuvelde Gerke Numan. In de omgeving van Gorredijk waren net als elders in Friesland veel onderduikadressen. Tijdens de bezetting werden in de omgeving ook een aantal geallieerde vliegtuigen neergeschoten, waarvan een bemanning van zes personen van een Engelse Vickers Wellington bommenwerper begraven ligt op het plaatselijke kerkhof.

## Bevolking
- 1954 - 2.225
- 1959 - 2.800
- 1964 - 3.145
- 1969 - 4.994 (herindeling met Kortezwaag)
- 1974 - 5.477
- 2004 - 6.780
- 2007 - 7.050
- 2010 - 7.355
- 2011 - 7.430
- 2012 - 7.365
- 2014 - 7.369
- 2017 - 7.357
- 2019 - 7.360
- 2020 - 7.420
- 2021 - 7.415
- 2023 - 7.430

## Bouwwerken

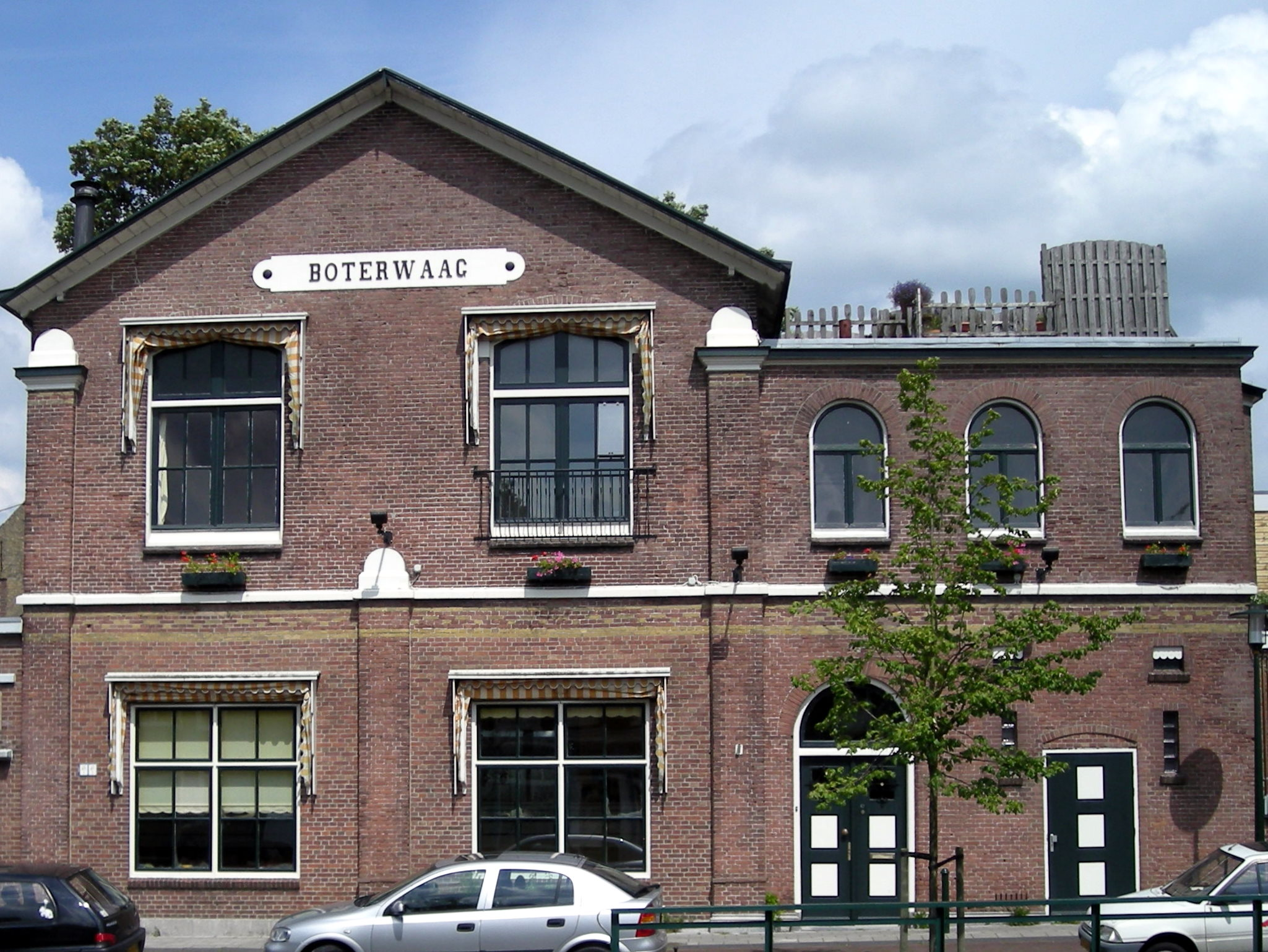
Voormalig waaggebouw

### Rijksmonumenten
- Lijst van rijksmonumenten in Gorredijk

### Voormalige molens
Tot omstreeks 1900 telde Gorredijk verschillende molens:
- De graanmolen "De Morgenster" op het terrein van de Metaalindustrie De Jong B.V.
- Houtzaagmolen De Weyert aan de Molenwal van Van der Sluis en Posthuma (deze molen staat thans in Makkinga).
- De tweede graanmolen aan de Molenwal.
- Een runmolen, waar men eikenschors maalde tot run voor de leerlooierij aan de Kerkewal.
- De derde graanmolen "De Vlieger" stond aan het einde van de Brouwerswal.
- De graanmolen "De Hoop" aan de weg langs de Miente voert, die naar de molen genoemd werd.
- Poldermolen Spinnenkop (Gorredijk), nu in het Nederlands Openluchtmuseum.

## Sport en recreatie
Tot de sportverenigingen van Gorredijk behoren voetbalvereniging VV Gorredijk en korfbalvereniging LDODK. Daarnaast zijn in het dorp volleybalvereniging Reva, rugbyvereniging de Wrotters, gymnastiekvereniging Stânfries, tennisvereniging en een openluchtzwembad te vinden.

## Openbaar vervoer
Het busvervoer in Gorredijk wordt verzorgd door Qbuzz.
- Lijn 20: Heerenveen - De Knipe - Langezwaag - Gorredijk - Lippenhuizen - Beetsterzwaag - Olterterp - Drachten - Nijega - Garijp - Leeuwarden
- Lijn 26: Akkrum - Oldeboorn - Uilesprong - Tijnje - Gorredijk - Lippenhuizen - Jubbega - Oldeberkoop - Zandhuizen - Noordwolde
- Lijn 104: Een - Haulerwijk - Allardsdoog - Bakkeveen - Wijnjewoude - Hemrik - Lippenhuizen - Gorredijk - Terwispel - Tijnje

## Bekende Gorredijksters
- Jodocus Heringa (1765-1840), theoloog
- Roelof Kuipers (1855-1922), architect
- Tjeerd Kuipers (1857-1942), architect
- Rine Geveke (1915-2006), muziekproducent
- Hans de Jong (1921-2010), weerman
- Tine van der Weide-de Vries (1931-2014), schaatsster
- Heinze Bakker (1942-2021), sportjournalist
- Tine Mersmann (1946-2012), beeldend kunstenaar
- Martha Bergsma (1947), danseres
- Sjoukje Akkerman (1947), onderwijzeres en politica
- Tjitze Vogel (1958), contrabassist, tubaïst en componist
- Romke de Jong (1984), ondernemer en politicus
- Arjen Bergsma (1989), voetballer
- Reina Anema (1993), langebaanschaatsster
- Hyke Lyklema (2002), volleybalster